# دانيال إل. دي. غرينغر
دانيال إل. دي. غرينغر هو محامي وسياسي أمريكي، ولد في 30 مايو 1852 في بروفيدنس في الولايات المتحدة، وتوفي في 14 فبراير 1909 في واشنطن العاصمة في الولايات المتحدة. نشط حزبياً في الحزب الديمقراطي. وقد انتخب عضو مجلس النواب الأمريكي ‏.